# 四氢呋喃芬太尼
四氢呋喃芬太尼（tetrahydrofuranylfentanyl，THF-fentanyl，THF-F）是一种含氮有机化合物，化学式C24H30N2O2，属于芬太尼的类似物，也是一种類阿片镇痛药，2016年起在欧洲作为狡詐家藥物出现。